# Diego Hurtado de Mendoza
För andra betydelser, se Diego Hurtado de Mendoza (olika betydelser).
Diego Hurtado de Mendoza y Pacheco, född 1503 i Granada, död 1575 i Madrid, var en spansk författare, diplomat och historiker.

## Biografi
de Mendoza tvingades genom en tvist med en adelsman att lämna Madrid och han slog sig då ner i Granada där han skrev sitt mästerverk Guerra de Granada (som gavs ut 1627) om det moriska upproret 1568–71. 
Mendoza förmodas vara författare till pikareskromanen La vida de Lazarillode Tormes y de sus fortunas y adversidades (1554), vilken betecknats som den första realistiska romanen. Verket förbjöds av inkvisitionen 1559.